# Iwan Bagramian

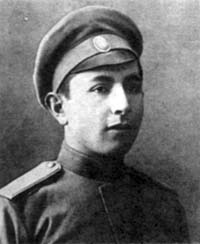
Iwan Bagramian w Armii Imperium Rosyjskiego w 1916

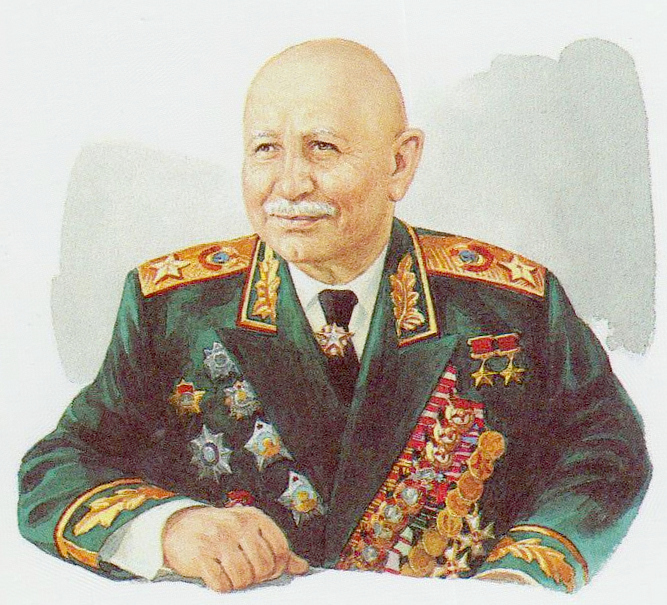
Iwan Bagramian na pocztówce z 1997

Iwan Christoforowicz Bagramian, również Howannes Chaczaturowicz (orm. Հովհաննես Խաչատուրի Բաղրամյան, ros. Иван Христофорович Баграмян; ur. 20 listopada?/2 grudnia 1897 we wsi Czardachły k. Jelizawietpola, zm. 21 września 1982 w Moskwie) – radziecki dowódca wojskowy narodowości ormiańskiej. Marszałek Związku Radzieckiego, komendant Akademii Sztabu Generalnego RKKA, członek Komitetu Centralnego KPZR, deputowany do Rady Najwyższej ZSRR 2., 3., 4., 5., 6., 7., 8., 9. i 10. kadencji (1946–1982), dwukrotny Bohater Związku Radzieckiego (1944, 1977).

## Życiorys

### Dzieciństwo i młodość
Urodził się 2 grudnia 1897 we wsi Czardachły, w pobliżu Jelizawietpola (ob. rejon Rejon Şəmkir na terenie Azerbejdżanu), w biednej ormiańskiej rodzinie. Ojciec pracował na kolei, a matka – pochodząca z rodziny wiejskiego kowala – całkowicie poświęciła się wychowaniu dzieci. Ukończył ormiańską cerkiewną szkołę podstawową w Elizawetpolu, następnie w latach 1912–1915 technikum. Po kilku miesiącach pracy na kolei, w 1915 roku wstąpił ochotniczo do Armii Imperium Rosyjskiego. Służbę rozpoczął jako szeregowiec w zapasowym batalionie piechoty, następnie kontynuował w 2 przygranicznym pułku piechoty i do 1917 służył na Kaukazie. Po ukończeniu szkoły chorążych, powierzono mu stanowisko młodszego oficera w pułku piechoty. Po rewolucji lutowej i powstaniu w 1918 Demokratycznej Republiki Armenii, uczestniczył w walkach przeciw wojskom tureckim. Służył w 3 pułku piechoty i 1 pułku kawalerii Pierwszej Ormiańskiej Republiki pod dowództwem gen. Mowsesa Silikjana, gdzie dowodził kolejno kompanią i szwadronem.

### Dwudziestolecie międzywojenne
W 1920 wstąpił do Armii Czerwonej, w której szeregach walczył pełniąc funkcję dowódcy dywizjonu i pułku kawalerii. Po ukończeniu w 1934 Akademii Wojskowej im. Michaiła Frunzego mianowany szefem sztabu 5 Dywizji Kawalerii. W 1936 podjął studia w Wojskowej Akademii Sztabu Generalnego.

### II wojna światowa
Od września 1940 szef sztabu 12 Armii, od listopada 1940 zastępca szefa sztabu Kijowskiego Specjalnego Okręgu Wojskowego. Po ataku Niemiec na Związek Radziecki w 1941 zastępca, a następnie szef sztabu Frontu Południowo-Zachodniego. W 1941 wstąpił do WKP(b). W 1943 otrzymał nominację na dowódcę 11 Gwardyjskiej Armii. W latach 1944–1945 dowódca 1 Frontu Nadbałtyckiego, a od kwietnia 1945 dowódca 3 Frontu Białoruskiego. Podobnie jak generałowie: Koniew, Rokossowski i Watutin prawidłowo wykorzystywał wojska pancerne Armii Czerwonej do osiagania operacyjnych zwycięstw.

### Okres powojenny
Po wojnie wyznaczony na dowódcę Nadbałtyckiego Okręgu Wojskowego kierował walką z partyzanckimi ugrupowaniami niepodległościowymi na Litwie i Łotwie. W 1954 otrzymał stanowisko głównego inspektora szkolenia Armii Czerwonej, a w 1956 został komendantem Akademii Sztabu Generalnego. W 1958 wyznaczony na stanowisko wiceministra obrony – szefa tyłów Sił Zbrojnych ZSRR. W 1961 wszedł w skład Komitetu Centralnego KPZR. Niezależnie od piastowanych stanowisk wojskowych i rządowych w latach 1948–1958 był deputowanym do Rady Najwyższej ZSRR.
Autor książki Miasto nad Dnieprem (1965, wydanie polskie 1966), „Taki był początek wojny” (wydanie polskie 1972), „Tak wykuwaliśmy zwycięstwo” (wydanie polskie 1980), „Sławni dowódcy” (wydanie polskie 1989).

## Awanse
- pułkownik – 29 listopada 1935
- generał major – Uchwała Rady Komisarzy Ludowych nr 1959 z 12 sierpnia 1941;
- generał porucznik – Uchwała Rady Komisarzy Ludowych nr 2294 z 27 grudnia 1941;
- generał pułkownik – Uchwała Rady Komisarzy Ludowych nr 915 z 27 sierpnia 1943;
- generał armii – Uchwała Rady Komisarzy Ludowych nr 1285 z 17 listopada 1943;
- marszałek Związku Radzieckiego – 11 marca 1955.

## Ordery i odznaczenia
- Medal „Złota Gwiazda” Bohatera Związku Radzieckiego – dwukrotnie (29 lipca 1944, 1 grudnia 1977)
- Order Lenina – siedmiokrotnie (1944, 1945, 1947, 1957, 1967, 1972, 1977)
- Order Rewolucji Październikowej (1968)
- Order Czerwonego Sztandaru – trzykrotnie (1941, 1944, 1951)
- Order Suworowa I klasy – dwukrotnie (1943, 1945)[5]
- Order Kutuzowa I klasy (1943)[5]
- Order „Za służbę Ojczyźnie w Siłach Zbrojnych ZSRR” III stopnia (1975)
- Medal „Za obronę Kijowa”
- Medal „Za zdobycie Królewca”
- Medal 100-lecia urodzin Lenina
- Medal „Partyzantowi Wojny Ojczyźnianej”
- Medal „Za zwycięstwo nad Niemcami w Wielkiej Wojnie Ojczyźnianej 1941–1945”
- Medal jubileuszowy „Dwudziestolecia zwycięstwa w Wielkiej Wojnie Ojczyźnianej 1941–1945”
- Medal jubileuszowy „Trzydziestolecia zwycięstwa w Wielkiej Wojnie Ojczyźnianej 1941–1945”
- Medal „Weteran Sił Zbrojnych ZSRR”
- Medal jubileuszowy „XX lat Robotniczo-Chłopskiej Armii Czerwonej”
- Medal jubileuszowy „30 lat Armii Radzieckiej i Floty”
- Medal jubileuszowy „40 lat Sił Zbrojnych ZSRR”
- Medal jubileuszowy „50 lat Sił Zbrojnych ZSRR”
- Medal jubileuszowy „60 lat Sił Zbrojnych ZSRR”
- Medal 1500-lecia Kijowa
- Order Suche Batora (Mongolia)
- Order Karla Marksa (NRD)
- Krzyż Kawalerski Orderu Odrodzenia Polski – dwukrotnie (Polska)
- I inne